# Jan Fila
Jan Fila (* 24. Januar 1982 in Prag) ist ein tschechischer Komponist, Arrangeur, Kirchenorganist, Musikwissenschaftler und Lehrer.

## Leben
Jan Fila war, während er noch das Erzbischöfliche Gymnasium in Prag besuchte, 1997–2002 Privatschüler von Jiří Válek (1923–2005), der ihn in Grundlagen der Komposition und Musikwissenschaft unterrichtete. 1998–2000 nahm er an Orgelkursen der Prager Erzdiözese teil (Martin Poruba, Pavel Černý). Ab 2002 war er Kompositionsschüler in der Klasse von Jiří Gemrot am Prager Konservatorium, die er 2008 mit seinem Stabat Mater absolvierte. Parallel dazu begann er ein Musikwissenschaftsstudium an der Philosophischen Fakultät der Prager Karls-Universität. Auf Einladung von Constantin Kinský komponierte er 2009–2010 anlässlich eines internationalen Treffens der Adelsfamilie Kinský in Žďár nad Sázavou die Kantate Veni Creator Spiritus. 2011–2015 schloss er ein weiteres Kompositionsstudium bei Václav Riedlbauch an der Prager Musikakademie (HAMU) an. Seine Bachelorarbeit wurde das Opern-Oratorium Stalo se Slovo (2012–2014), seine Masterarbeit das Konzertstück Improperia (2011, 2014–2015). Seine musikwissenschaftliche Diplomarbeit galt der Anwendung des konzertanten Prinzips in den Werken Alfred Schnittkes.
Neben seiner Arbeit als Komponist ist Fila musikpublizistisch tätig (zahlreiche Artikel in Kultur- und Musikjournalen wie A tempo revue, Harmonie der Schweizer Musikzeitung und OperaPlus.cz.). Seit 1996 ist er Organist in der Kirche St. Wenzel in Prag – Dejvice, zudem gastiert er in der Kirche Unserer Lieben Frau, Königin des Friedens in Prag – Lhotka. Darüber hinaus ist er seit Jahrzehnten im Chorgesang aktiv. Bereits 1989–1997 war er Mitglied in Kühns Kinderchor, in der Folge wurde er Mitglied in Chören wie Canti di Praga, Pražští pěvci und dem Tschechischen Philharmonischen Chor Brünn. 2019–2022 lehrte er Musiktheorie am International Conservatory Prague (Mezinárodní Konzervatoř Praha). Seit 2022 unterrichtet er Klavier an der Kunstgrundschule (Základní umělecká škola – ZUŠ) Folklorika Prag. In seinen vielfältigen Funktionen widmet Fila sich insbesondere der Popularisierung der tschechoslowakischen sowie der tschechischen und slowakischen zeitgenössischen Musik.

## Werke (Auswahl)

### Geistliche Kantaten und Oratorien
- Stabat Mater. Kantate für Soli, gemischten Chor, Orgel und Orchester (2007–2008)
- Vox clamatis. Kantate nach dem Kapitel 40 des Buches Jesaja für Tenor, gemischten Chor, Streichorchester und Pauken (2009)
- Veni Creator Spiritus. Kantate für gemischten Chor, Orgel und Orchester (2009–2010)
- Stalo se Slovo (Das Wort geschah). Szenisches Oratorium nach mittelalterlichen Passionsspielen für Solisten, Rezitatoren, Chor, Orgel, Sinfonieorchester und Mehrkanalelektronik, Libretto: Pater Petr Beneš CSsR (2012–2014)[5]
- Beatus vir nach dem Text des 111. Psalms für gemischten Chor, Oboe, Streicher und Orgel (2020)
- Hymnus ad Beatum Odorico de Pordenone für gemischten Chor, Orgel und kleines Orchester (2022)

### Orchester
- Improperia für Orgel, Blechbläser, Streicher und Schlagzeug (2011, 2014–2015)
- Proverbia tempore antiqui. Concerto grosso für Klavier und Streichorchester (2015–2019)
- Hymnus für sinfonisches Blasorchester (2017–2019)

### Duos und Kammermusik
- Rondo drammatico für Bassklarinette und Klavier (2003)
- Sonate für Flöte und Klavier (2004–2005)
- Streichquartett (2005)
- Bläserquintett (2006–2007)
- Elegie für Streichquartett (2010–2011)
- Partita für Oboe und Cembalo (2011)
- Odae (Oden) für fünf Schlagzeugbatterien (2012)
- Drei Bilder für Violine und Klavier (2016)
- Gute Nacht, meine Liebe für Violine und Klavier (2017)
- Pod Jestřábí horou (Unter dem Habichtsgebirge) zu Ehren von Leoš Janáček für Klarinette, Violine und Klavier (2018–2019)
- Variationen über das Volkslied „Ach, synku, synku“ für Klarinette und Klavier (2018–2020)
- Herbstrhapsodie für Klarinette und Klavier (2020–2021)[6]

### Instrument solo
- Gruß an Skrjabin für Klavier (2004)
- Sonate für Violine (2006)
- Zwei Szenen aus der Apokalypse für Orgel (2012–2013)
- Vier Choralfantasien über gregorianische Choralthemen für Orgel (2014)
- Panflöte für Flöte (2014)
- Praotcové – Avot (Vorfahren – Avot) über einen jüdischen Gesang für Orgel (2015)
- Von der Dunkelheit zum Licht für Klarinette (2016)
- Lumen gentium für Orgel (2017–2018)
- Aquarell für Oboe (2018–2020)

### Lied
- Fünf Lieder nach Gedichten von Emanuel Frynta für Sopran und Klavier (2003)
- Lieder nach Blake. Sieben Lieder nach Gedichten von William Blake für Tenor und Klavier (2003–2004)
- Vigilie nach einem Gedicht von Antonín Brousek für Mezzosopran, Violoncello und Klavier (2006)
- Clamor ad adventum nach Psalmtexten für Mezzosopran und Orgel (2008)
- Trakl-Lieder nach Gedichten von Georg Trakl für hohe Stimme und vier Instrumente (2008–2009)
- Marienlieder für Stimme und Orgel (ab 2019)

### Chor
- Drei Motetten für gemischten Chor a cappella (2003)
- Miserere in memoriam Msgr. Jan Machač für zwei gemischte Chöre a cappella (2009)
- Zwei Lieder nach ostmährischer Volkspoesie für gemischten Chor a cappella (2011)
- David. Kantate über biblische Texte für zwei gemischte Chöre und Harfe (2011–2012)
- Psalmi animi anxii für gemischten Chor und Orgel (2014)
- Vaterunser für gemischten Chor a cappella (2015–2018; rev. 2021–2022)
- Missa bohemica für Schola oder gemischten Chor und Orgel (2020)

### Elektroakustik
- Trans-pianoforte (2012)
- Slzy bran (Tränen der Tore) (2013)[7]
- Sladkovodní hudba (Süßwassermusik) (2013–2014)
- Polibek smrti (Kuss des Todes) (2013–2014)
- Svobodu? Svobodu! (Freiheit? Freiheit!) (2014)
- Městské etudy (Städtisch Etuden) (2014)
- Sen kouzelné Mozartovy flétny (Ein Traum von Mozarts Zauberflöte) (2016)

### Angewandte Musik
- Primátor Dittrich. Musik zu einem Film von Martin Mašek (2005)
- Skála z písku. Musik zu einem Animationsfilm von Ondřej Javora (2013–2014)